# Julidae
Famille
Les Julidae forment une famille de myriapodes diplopodes de l'ordre des Julida (iules).

## Liste des genres
Selon World Register of Marine Species (11 janv. 2013) :
- genre Allajulus C.L.Koch, 1847
- genre Amblyiulus Silvestri, 1896
- genre Brachyiulus Berlese, 1884
- genre Cylindroiulus Verhoeff, 1894
- genre Diploiulus
- genre Dolichoiulus Verhoeff, 1900
- genre Julus Linnaeus, 1758
- genre Leptoiulus Verhoeff, 1894
- genre Ommatoiulus Latzel, 1884

Selon ITIS (11 janv. 2013) :
- genre Allajulus Koch, 1847
- genre Brachyiulus Berlese, 1884
- genre Cylindroiulus Verhoeff, 1894
- genre Julus Linnaeus, 1758
- genre Ophyiulus Berlese, 1884

Selon Catalogue of Life (11 janv. 2013) :
- genre Acropoditius
- genre Afropachyiulus
- genre Allajulus
- genre Allopodoiulus
- genre Allotyphloiulus
- genre Amblyiulus
- genre Anagaiulus
- genre Anaulaciulus
- genre Apfelbeckiella
- genre Archileucogeorgia
- genre Archiulus
- genre Balkanophoenix
- genre Banatoiulus
- genre Baskoiulus
- genre Brachyiulus
- genre Buchneria
- genre Calyptophyllum
- genre Catamicrophyllum
- genre Caucasoiulus
- genre Chaetoleptophyllum
- genre Chaitoiulus
- genre Chersoiulus
- genre Chromatoiulus
- genre Cylindroiulus
- genre Cyphobrachyiulus
- genre Cypriopachyiulus
- genre Dangaraiulus
- genre Diploiulus
- genre Dolichiulus
- genre Dolichoiulus
- genre Elbaiulus
- genre Enantiulus
- genre Fusiulus
- genre Geopachyiulus
- genre Grusiniulus
- genre Haplophyllum
- genre Haplopodoiulus
- genre Hemipodoiulus
- genre Heteroiulus
- genre Hylopachyiulus
- genre Hypsoiulus
- genre Interleptoiulus
- genre Iulus
- genre Japanoiulus
- genre Julus
- genre Kryphioiulus
- genre Kubaniulus
- genre Lamellotyphlus
- genre Leptoiulus
- genre Leptophyllum
- genre Leptotyphloiulus
- genre Leucogeorgia
- genre Macheiroiulus
- genre Megaphyllum
- genre Mesoiulus
- genre Mesomeritius
- genre Metaiulus
- genre Microbrachyiulus
- genre Microiulus
- genre Micromastigoiulus
- genre Micropachyiulus
- genre Nepalmatoiulus
- genre Nesopachyiulus
- genre Ommatoiulus
- genre Ophyiulus
- genre Orescioiulus
- genre Pachybrachyiulus
- genre Pachyiulus
- genre Pachypodoiulus
- genre Pacifiiulus
- genre Paectophyllum
- genre Parapachyiulus
- genre Parastenophyllum
- genre Paratyphloiulus
- genre Peltopodoiulus
- genre Promeritoconus
- genre Pteridoiulus
- genre Rhamphidoiulus
- genre Rossiulus
- genre Rumaniulus
- genre Schizophyllum
- genre Serboiulus
- genre Sibiriulus
- genre Solaenoiulus
- genre Spelaeoblaniulus
- genre Stenophyllum
- genre Styrioiulus
- genre Symphyoiulus
- genre Syniulus
- genre Syrioiulus
- genre Tachypodoiulus
- genre Taueriulus
- genre Telsonius
- genre Thylophorus
- genre Trichopachyiulus
- genre Trogloiulus
- genre Turboiulus
- genre Typhloiulus
- genre Unciger
- genre Xestoiulus